# Jakub Barner
Jakub Barner (ur. w 1641 w Elblągu, zm. w 1709) – polski chemik i lekarz. W 1698 roku wydał w Norymberdze książkę Chymia philosophica, która zyskała opinię jednego z najlepszych podręczników chemii.